# Bertrand de Chalençon (mort en 1501)
Pour les articles homonymes, voir Chalençon.
Bertrand de Chalençon dit de Polignac (mort le 24 octobre 1501 ) est un ecclésiastique français, qui fut évêque de Rodez de 1457 à 1494/1501.

## Biographie
Bertrand de Chalençon, dit de Polignac, est le 3e fils de Louis-Armand XII de Chalençon, vicomte de Polignac, et d'Isabeau de la Tour, fille de Bertrand IV de La Tour et de Marie de Boulogne. 
Doyen du chapitre de chanoines de la cathédrale du Puy-en-Velay en 1456, il est élu à l'évêché de Rodez l'année suivante. 
En 1494, il se décide à résigner son siège épiscopal en faveur de son neveu et homonyme Bertrand de Polignac, mais il en conserve le bénéfice ecclésiastique jusqu'à sa mort, le 24 octobre 1501. 
Il est inhumé sous le Jubé de la cathédrale Notre-Dame de Rodez.
Son neveu lui succède, mais décède quelques jours après lui.